# Shades Apart
Shades Apart — американская рок-группа, образована в 1988 году в штате Нью-Джерси. Наиболее известными хитами группы являются песни «Valentine» и «Stranger by the Day».

## История группы
Музыкальная группа ведёт свою историю с 1988 года, когда был выпущен первый альбом «Shades Apart». В 1992 и 1993 году группа выпустила две долгоиграющие пластинки со своими песнями. А в 1995 году вышли сразу два альбома — «Save It» и «Tainted Love». Наибольшего успеха группа добилась после подписания контракта со студией «Universal», которая выпустила альбомы «Eyewitness» (1999 год) и «Sonic Boom» (2001 год). Композиция «Valentine» стала настоящим хитом, попав в 1999 году в музыкальные чарты США. Другая композиция — «Stranger By The Day» прозвучала в известнейшей комедии «Американский пирог». С тех пор группа распалась, собравшись вновь лишь однажды в 2006 году, когда был дан совместный концерт. 
В 2020 году группа вернулась с новым альбомом «Eternal Echo».

## Состав
- Марк Вехиарелли (Mark Vecchiarelli) — гитарист, вокал.
- Кевин Линч (Kevin Lynch) — бас-гитарист, бэк-вокал.
- Эд Браун (Ed Brown) — ударные.

## Дискография
- Shades Apart (Wishingwell Records, 1988)
- Dude Danger (Sunspot Records, 1992)
- Neon (Skene! Records, 1993)
- Save It (Revelation Records, 1995)
- Tainted Love CD single (Revelation Records, 1995)
- Seeing Things (Revelation Records, 1997)
- Eyewitness (Universal, 1999)
- Sonic Boom (Universal, 2001)
- Eternal Echo (Hellminded Records, 2020)